# Час введення
Термін «час введення» використовується для опису тривалості часу, необхідного для перегрупування докритичної маси матеріалу, що розщеплюється, у миттєву критичну масу. Це одна з трьох основних вимог до розробки ядерної зброї для створення робочої ядерної атомної бомби. Необхідність короткого часу введення плутонію-239 є причиною того, що метод імплозії був обраний для першої плутонієвої бомби, тоді як з ураном-235 можна використовувати конструкцію гармати.
Основні вимоги:
- Для початку підкритична система
- Створити надшвидку критичну систему
- Здійснити перехід між цими двома станами протягом часу (часу введення), меншого за час між випадковою появою нейтрона в матеріалі, що ділиться, через спонтанний поділ або інші випадкові процеси.
- Крім того, у потрібний момент нейтрони повинні бути введені в матеріал, що розщеплюється, щоб розпочати процес поділу. Це можна зробити кількома способами.
  - Альфа-випромінювачі, такі як полоній або плутоній-238, можна швидко комбінувати з берилієм для створення джерела нейтронів.
  - Нейтрони можна генерувати за допомогою електростатичної розрядної трубки, ця трубка використовує реакцію DT.